# Aisyt
Ajyyhyt, o también  Aysyt, Ajsyt , Ajyhyt y en  yakuto Айыыһыт, es una deidad de la fertilidad del pueblo yakuto de la región del río Lena en Siberia. Su nombre significa 'dadora de nacimiento' y también puede llamarse 'Madre de las Cunas'. Su nombre completo es Айыыһыт Хотун, que significa 'Madre nutridora de nacimiento'. Aisyt trae el alma del cielo al nacimiento de un bebé y registra a cada uno en el 'Libro Dorado del Destino' y es hija de Yer Tanrı.

## Rol
Ajysyt era responsable de conducir el alma de un recién nacido a su nacimiento y atendía todos los nacimientos. Las mujeres utilizaban, como médium, a Ajysyt, creyendo que al hacerlo les aliviaría el dolor durante el parto. Tenía un libro de oro en el que registraba cada uno de ellos. Se dice que vivió en la cima de una montaña en una casa de siete pisos, desde la cual controlaba el destino del mundo.

## Versiones
Los yakutos veneran una variedad de ajyy, en Айыы. La manifestación primaria, Ньэлбэй Айыыһыт (Njelbey Ajyhyt), es responsable del nacimiento de los niños; Дьөһөгөй Тойон (Djøhøgøj Tojon) gobierna la reproducción de los caballos; Иhэгэй Иэйиэхсит (Ihegej Iejehsit) tiene la responsabilidad de los bueyes; y Noruluya maneja los perros y los zorros.
Al referirse a la deidad de la fertilidad para los nacimientos de animales machos, como los sementales o los toros, la palabra ajysyt se entiende como masculina. Sin embargo, cuando se refiere al nacimiento de una yegua o una vaca, la palabra es femenina.

## Leyendas
Una leyenda recuerda cómo se apareció desde las raíces del Árbol Cósmico o alternativamente el  pilar mundial de Үрүҥ Аар Тойон (Yryng Aar Tojon), a un joven pálido; el árbol estaba al lado de un lago de leche. Al amamantar al joven hizo que su fuerza se multiplicara por cien. 

## Representación contemporánea
Ajysyt es una figura destacada en la pieza en la instalación The Dinner Party de Judy Chicago, siendo representada como uno de los 999 nombres de la Heritage Floor.